# Sibylla Elisabeth von Württemberg

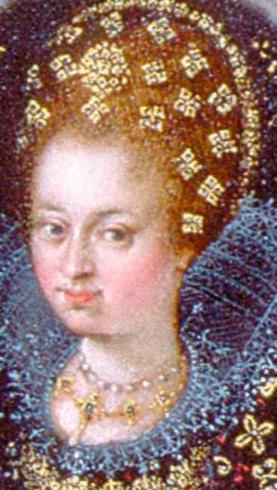
Sibylla Elisabeth von Württemberg, Ausschnitt aus einem Gemälde von Pieter Fransz Isaacsz um 1605

Sibylla Elisabeth von Württemberg (* 10. April 1584 in Mömpelgard; † 20. Januar 1606 in Dresden) war eine Prinzessin von Württemberg und durch Heirat Herzogin von Sachsen.

## Leben
Sibylla Elisabeth war die älteste Tochter des Herzogs Friedrich I. von Württemberg (1557–1608) aus dessen Ehe mit Sibylla (1564–1614), Tochter des Fürsten Joachim Ernst von Anhalt.
Die Verbindung mit den kursächsischem Haus hatte Sibylla Elisabeths Vater angestrebt, der unter den protestantischen Fürsten des Deutschen Reichs Verbündete suchte, die ihn in seinem Bestreben nach Lehnsunabhängigkeit vom habsburgischen Kaiserhaus unterstützten. Zunächst war eine Verbindung mit Johann Georgs älterem Bruder Christian vorgesehen, doch heiratete dieser 1602 eine dänische Prinzessin. Ein gleichzeitiges Eheprojekt zwischen ihrem Bruder Johann Friedrich und Johann Georgs Schwester Sophie wurde von sächsischer Seite nicht weiter vorangetrieben. Sibylla Elisabeth heiratete am 16. September 1604 in Dresden den nachmaligen Kurfürsten Johann Georg I. von Sachsen (1585–1656).
Als Wittum wurden für sie Schloss, Stadt und Amt Weißensee vorgesehen. Dem Paar wurde ein eigener Hofstaat gewährt, der hauptsächlich mit den Einnahmen aus dem kursächsisch gewordenen Hochstift Merseburg finanziert wurde. Sibylla Elisabeth verteilte kostenlos Arzneimittel an Bedürftige und wurde als „echte Landesmutter“ beschrieben, starb aber plötzlich erst 21-jährig bei der Totgeburt ihres ersten Kindes und wurde im Freiberger Dom bestattet.